# Kirchenburg Rothberg
Die Kirchenburg Rothberg (rumänisch Biserica fortificată din Roșia) befindet sich im siebenbürgischen Roșia (Rothberg) im Kreis Sibiu in Rumänien.

## Geschichte
Der Ort ist nach den Grafen von Rothberg benannt, die hier im 14. und 15. Jahrhundert bedeutend waren. Anfang des 13. Jahrhunderts wurde eine turmlose dreischiffige Basilika erbaut. Vom Beginn des 16. Jahrhunderts an wurde die Anlage wehrtechnisch ausgebaut. Im Jahr 1600 belagerten Truppen des walachischen Fürsten Mihai Viteazul das Dorf, das niedergebrannt wurde, während die Kirchenburg der Belagerung standhielt.
In der dritten Bauphase Anfang des 18. Jahrhunderts wurden die Fenster vergrößert und 1889 das Gewölbe über dem Mittelschiff errichtet. Dieses ruht auf Pilastern mit Kapitellen, die in Gurtbögen übergehen, zwischen denen stuckdekorierte Kreuzgewölbe ausgeführt wurden.

## Bauwerk und Ausstattung
Im zeitgemäßen Stil der Romanik hatte die Basilika des 13. Jahrhunderts ein kreuzrippengewölbtes Chorquadrat und eine Halbkreisapsis. Auf diesen Bau gehen der bis heute erhaltene Triumphbogen, sowie Pfeiler der Arkaden, Lisenen auf der Außenwand des Chors, Reste eines Nordportals und der basilikale Querschnitt zurück.
Der Altar ist Spätbarock von 1782 sechs korinthische Säulen die Baldachin mit Aufbau tragen. Unter der Überdachung steht ein Kruzifix, Statues der Maria, von Johannes und zwei Engel. Der Kanzelaufsatz stammt von 1781.
Reste einer von äußeren Strebepfeiler gestützten Ringmauer sind im Norden der Kirche erhalten.

## Nachweise
- Anselm Roth: Kirchenburgen im Harbachtal (= Über Siebenbürgen. Band 1).
- Hermann Fabini: Die Kirchenburgen der Siebenbürger Sachsen. Monumenta-Verlag, 2013, S. 182–183.